# 法言

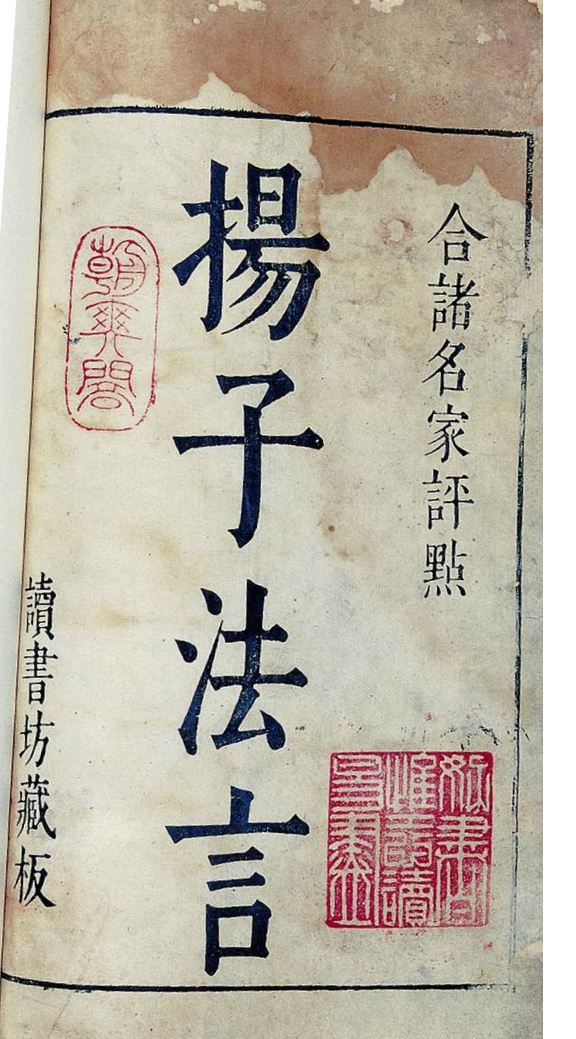
揚雄為了闡揚以孔子為中心的儒家思想，駁斥種種怪誕不經的言論，摹仿［論語］的文體而寫成［法言］。全書共十三篇

《法言》，是中国西汉学者扬雄模拟《论语》的体裁写成。十三卷，内容是儒学传统思想。有晋朝李轨注，北宋司马光的集注。
目次
1. 学行卷
2. 吾子卷
3. 修身卷
4. 问道卷
5. 问神卷
6. 问明卷
7. 寡见卷
8. 五百卷
9. 先知卷
10. 重黎卷
11. 渊骞卷
12. 君子卷
13. 孝至卷